# Bosc-Bérenger
Bosc-Bérenger és un municipi francès situat al departament del Sena Marítim i a la regió de Normandia. L'any 2007 tenia 185 habitants.

## Demografia

### Població
El 2007 la població de fet de Bosc-Bérenger era de 185 persones. Hi havia 64 famílies de les quals 12 eren unipersonals (12 dones vivint soles i 12 dones vivint soles), 16 parelles sense fills i 36 parelles amb fills.
La població ha evolucionat segons el següent gràfic:
Habitants censats

### Habitatges
El 2007 hi havia 75 habitatges, 65 eren l'habitatge principal de la família, 8 eren segones residències i 3 estaven desocupats. Tots els 75 habitatges eren cases. Dels 65 habitatges principals, 55 estaven ocupats pels seus propietaris, 9 estaven llogats i ocupats pels llogaters i 1 estava cedit a títol gratuït; 8 tenien tres cambres, 12 en tenien quatre i 45 en tenien cinc o més. 58 habitatges disposaven pel capbaix d'una plaça de pàrquing. A 30 habitatges hi havia un automòbil i a 33 n'hi havia dos o més.

### Piràmide de població
La piràmide de població per edats i sexe el 2009 era:
| Homes | Edats   | Dones |
| ----- | ------- | ----- |
| 0     | 95 o +  | 0     |
| 0     | 90 a 94 | 0     |
| 4     | 85 a 89 | 0     |
| 0     | 80 a 84 | 4     |
| 0     | 75 a 79 | 0     |
| 0     | 70 a 74 | 0     |
| 4     | 65 a 69 | 0     |
| 0     | 60 a 64 | 8     |
| 0     | 55 a 59 | 4     |
| 16    | 50 a 54 | 4     |
| 4     | 45 a 49 | 8     |
| 0     | 40 a 44 | 0     |
| 16    | 35 a 39 | 4     |
| 4     | 30 a 34 | 16    |
| 4     | 25 a 29 | 8     |
| 0     | 20 a 24 | 0     |
| 0     | 15 a 19 | 0     |
| 0     | 10 a 14 | 4     |
| 8     | 5 a 9   | 20    |
| 8     | 0 a 4   | 12    |

## Economia
El 2007 la població en edat de treballar era de 122 persones, 90 eren actives i 32 eren inactives. De les 90 persones actives 87 estaven ocupades (48 homes i 39 dones) i 3 estaven aturades (1 home i 2 dones). De les 32 persones inactives 14 estaven jubilades, 10 estaven estudiant i 8 estaven classificades com a «altres inactius».

### Ingressos
El 2009 a Bosc-Bérenger hi havia 66 unitats fiscals que integraven 191 persones, la mediana anual d'ingressos fiscals per persona era de 18.044 €.

### Activitats econòmiques
Dels 5 establiments que hi havia el 2007, 3 eren d'empreses de construcció, 1 d'una empresa de comerç i reparació d'automòbils i 1 d'una empresa de serveis.
Dels 3 establiments de servei als particulars que hi havia el 2009, 1 era un guixaire pintor, 1 lampisteria i 1 electricista.
L'any 2000 a Bosc-Bérenger hi havia 9 explotacions agrícoles que ocupaven un total de 645 hectàrees.

## Equipaments sanitaris i escolars
El 2009 hi havia una escola elemental integrada dins d'un grup escolar amb les comunes properes formant una escola dispersa.

## Poblacions més properes
El següent diagrama mostra les poblacions més properes.